# ولیکو سردیشت
ولیکو سردیشت (به لاتین: Veliko Središte}} یک منطقهٔ مسکونی در صربستان است که در South Banat District واقع شده‌است.

## خصوصیات
ولیکو سردیشت ۱٬۲۶۹ نفر جمعیت دارد و ۱۲۱ متر بالاتر از سطح دریا واقع شده‌است.

## نگارخانه

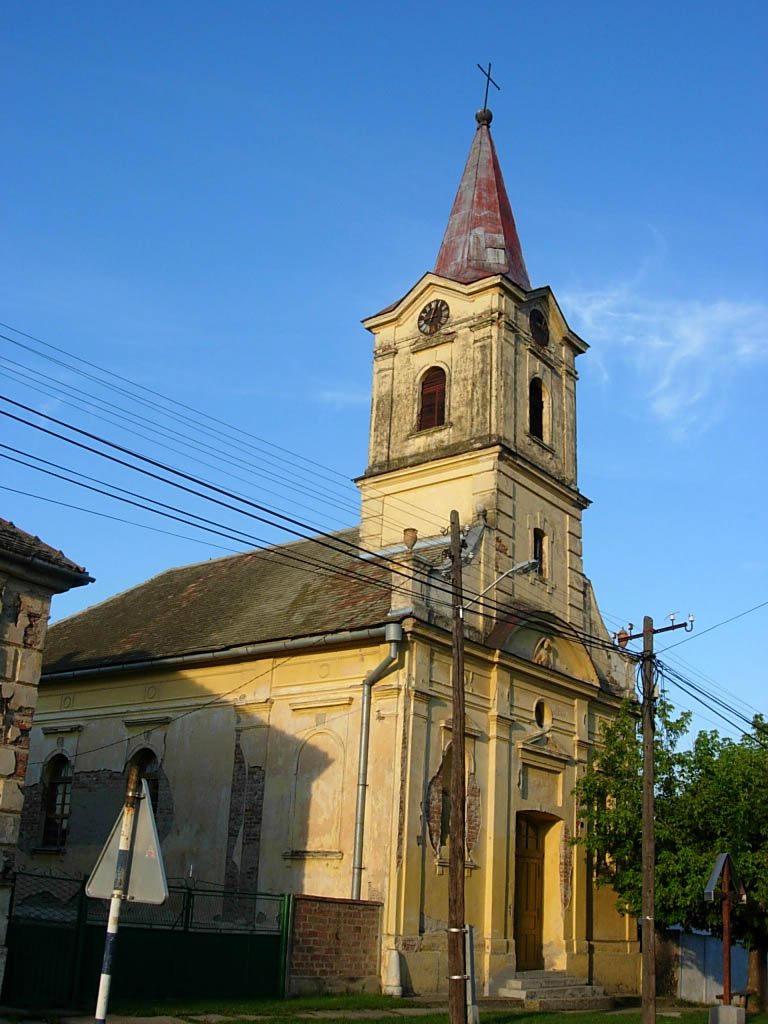